# Ninna-ji
Il Ninna-ji (仁和寺?, Ninna-ji) è un tempio della scuola del buddismo Shingon situato a Ukyō-ku, Kyōto, in Giappone.

## Storia
Inizialmente il tempio avrebbe dovuto chiamarsi Nishiyama Gogan-ji 西山御願寺. La sua costruzione iniziò nel secondo anno dell'era Ninna (886) per volere del 58º imperatore del Giappone, Kōkō, che però morì l'anno seguente. I lavori proseguirono sotto il successivo imperatore Uda e il tempio venne completato nell'888, quarto anno dell'era Ninna, da cui prese il suo nome definitivo.
Dalla fondazione al 1869 era costume che uno dei figli dell'imperatore occupasse nel tempio la posizione di alto prelato. Il tempio venne distrutto durante la guerra Ōnin, ma venne ricostruito nel XVII secolo. Nel 1994 Ninna-ji fu tra i monumenti storici di Kyōto inseriti nel Patrimonio dell'umanità dall'UNESCO.

## Descrizione

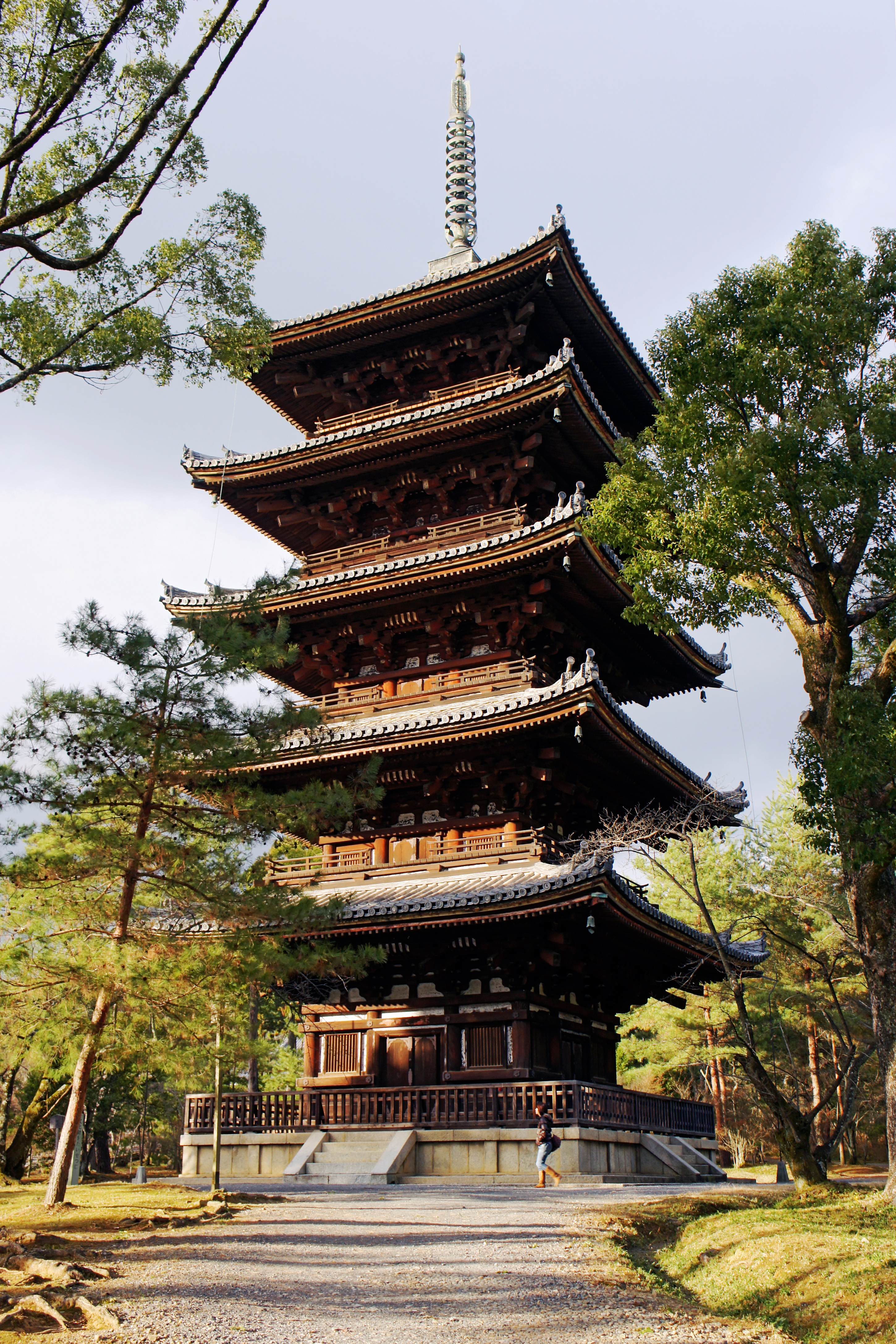

Il tempio era formalmente chiamato "vecchio palazzo imperiale di Omuro", dato che venne anche usato come residenza per diverso tempo. Il tempio è sede della scuola Omuro del buddismo Shingon, che insegna anche l'arte della disposizione dei fiori, l'ikebana.
Tra gli edifici degni di nota del tempio, che include due case del tè, quasi tutti considerati tesori nazionali od importanti beni culturali, vi sono gli edifici noti come Kondō e Miedō, che provengono dal palazzo imperiale di Kyōto, smontati e poi ricostruiti presso il Ninna-ji.
Il tempio vanta una notevole collezione di oggetti di importante valore artistico e storico, come sculture, dipinti, makie e ceramiche che possono essere visti in due occasioni dell'anno (aprile e maggio, ed ottobre e novembre) presso il Reihōkan, il luogo ove vengono custoditi i tesori del tempio.